# Jake Angeli
Jacob Anthony Angeli Chansley (Phoenix, 1988. –), más néven a QAnon-sámán, a Q-sámán vagy a Yellowstone-i Farkas, amerikai politikai aktivista, összeesküvés-elmélet-hívő és bűnöző. Részt vett az Amerikai Egyesült Államok Capitoliuma elleni ostromban, amiért később börtönbüntetést is kapott. Sokáig Donald Trump támogatója volt és korábban a QAnon összeesküvés-elmélet egyik legfontosabb alakja és propagálója.
Angeli részt vett tüntetéseken és felvonulásokon 2019 óta, ahol gyakran népszerűsített összeesküvés-elméleteket, támogatta Trumpot és a Black Lives Matter egyik nagy ellentüntetője volt.
Miután lefényképezték a Capitolium ostromának idején, Angelit január 9-én letartóztatták szövetségi vádak alatt, amiért „törvényes engedély nélkül belépett vagy bent tartózkodott tiltott területeken” és, amiért „erőszakosan betört és megzavarta a rendet a Capitolium területén.” 2021 szeptemberében bevallotta bűnösségét az egyik vádpont alatt, amit követően novemberben három és fél év börtönre ítélték.

## Fiatalkora
Jake Angeli 1988-ban született, Martha Chansley fiaként. A Moon Valley Középiskola tanulója volt az arizonai Phoenix-ben, majd a Glendale Community College-ban fejezte be tanulmányait. Pszichológiai, vallási, filozófiai és fazekas végzettséggel rendelkezik.

## Pályafutása
Angeli 2005. szeptember 26-án lett az amerikai haderő tengerészgyalogosságának tagja. 2006 márciusában kinevezték a USS Kitty Hawk repülőgép-hordozóra. Miután nem volt hajlandó elfogadni egy lépfene-vakcinát, megkezdték eltávolítási folyamatát a tengerészgyalogosságból. 2007. szeptember 29-én Washington államba küldték, ahol október 11-én hivatalosan is véget ért katonai karrierje. Kitüntetései között volt a Nemzetvédelmi Szolgálat Medál, a Terrorizmus Elleni Nemzetközi Háború Szolgálat Medál, a Tengerszolgálati szalag és egy szalag tengerentúli szolgálatáért.
Két könyvet adott ki, a Will & Power: Inside the Living Library (Volume 1)-t 2017-ben, Loan Wolf néven, majd a One Mind at a Time: A Deep State of Illusiont 2020-ban, ezen alkalommal Jacob Angeli néven. 2020 végén tizenegy videót adott ki, amelyben különböző összeesküvés-elméleteket népszerűsített. Volt egy profilja a Backstage weboldalon, ahol színészi munkát keresett.

## Aktivizmusa
Angeli korábban Donald Trump támogatója volt és nagy követőtábora volt a közösségi média oldalain és gyakran vett részt felvonulásokon, amelyek a QAnon összeesküvés-elméletet támogatták, főként Phoenix-ben. Itt esetekben „Q Küldött Engem” feliratú táblával járkált.
2019-ben Angeli gyakran tüntetett az Arizonai Capitolium épülete előtt, összeesküvés-elméleteket népszerűsítve. Sámánista orvosnak nevezték és ideológiáját ökofasisztaként jellemezték. 2020 elején elmondta a The Arizona Republic újságnak, hogy elkezdett hordani egy állatbőrből készült sapkát és arcfestést, hogy felkeltse emberek figyelmét és beszélhessen a QAnonról és „más igazságokról.” Egyszer részt vett egy Black Lives Matter tüntetésen, hogy népszerűsítse az összeesküvés-elméletet, illetve tüntetett a Covid19-pandémia következtében bevezetett lezárások ellen is.
A 2020-as elnökválasztást követően Angeli tüntetett annak eredménye ellen. Maricopa megye bírósága előtt tüntetett napokig, ahol november 7-én beszédet is mondott, mikor Joe Biden bejelentette győzelmét. „A választás eredménye még nem végleges! Ne higgyétek el ezt a hazugságot! A Legfelsőbb Bíróságra megyünk! Trump mindig úgy tűnik, mint aki veszíteni fog. De utána nyer.”

### Szerepe a 2021-es Capitolium-ostromban

#### Letartóztatása és meghallgatása
Január 9-én Angelit letartóztatták és szövetségi vád alá helyezték, amiért „törvényes engedély nélkül belépett vagy bent tartózkodott tiltott területeken” és, amiért „erőszakosan betört és megzavarta a rendet a Capitolium területén.” Egy capitoliumi rendőrügynök azt mondta, hogy a férfit kar-, és testtetoválásai, illetve öltözködése alapján sikerült azonosítani. Angeli letartóztatása előtt önkéntesen beszélt a washingtoni FBI-irodával. Egy január 14-i bírósági jelentés szerint Angeli hagyott egy üzenetet Pence asztalán: „Csak idő kérdése, jön az igazság.”
Mikor meghallgatására várt, Angeli nem volt hajlandó enni, mert az étel, amit adtak neki nem bioélelmiszer volt. Egy bíróság engedélyt adott, hogy ezt megkapja.
2021 januárjától szeptember 2-ig, Angeli jogásza Albert Watkins volt. Watkins azt írta, hogy Angeli nem vett részt az erőszakban, nem rejtette el kilétét, nem volt ártalmas senkire és semmire, illetve, hogy tisztelettel követte a rendőrség kéréseit. Ezek mellett bemutatott bizonyítékot, hogy skizotipikus személyiségzavarral diagnosztizálták, miközben a tengerészgyalogosságban szolgált. Egy interjúban elmondta, hogy „Felelős tetteiért. Bánja, ahol ma van.” Watkins felszólította Trump elnököt, hogy adjon elnöki megbocsátást védencének, tekintve, hogy nem volt erőszakos, nem tett kárt semmiben és, hogy az elnök „meghívására” volt csak ott. Januárban Angeli jelentkezett megbocsátásra az elnöknél Mark Meadows kabinetfőnökön keresztül. Mikor ezt nem adták meg neki, Watkins azt mondta, hogy „Nagyon nagyon bánja, hogy az elnök nem csak becsapta de, hogy ezzel a becsapással egy olyan pozícióba helyezte, ahol meg kell hoznia döntéseket, amiket nem kellett volna.” Watkins szerint Angeli adott volna vallomást Trump ellen annak második közjogi felelősségrevonása közben. Erre nem kapott lehetőséget, mivel egy tanút se hívtak, miután az elnököt felmentették.
2021. március 8-án Royce Lamberth bíró úgy döntött, hogy Angelit nem szabad kiengedni a börtönből.
2021. szeptember 3-án bűnösséget vallott egy vád alatt („kongresszusi folyamatok megakadályozása”) és elfogadta a 41 és 51 hónap közötti börtönbüntetést a megegyezés részeként. Ügyvéde, korábban azt mondta, hogy Angeli elhagyta a QAnont és azt kérte, hogy ne használják ezen megnevezéseket rá. Lamberth bíró nem engedélyezte elengedését, mikor Angeli meg akarta látogatni nagyanyját, azt mondva, hogy nincs bizonyíték arra, hogy nem menekülne el. November 17-én 41 hónap börtönre ítélték. 2022 májusáig a Saffordi Szövetségi Börtönben tartották (BOP #24866-509).

## Nézetei
Angeli elmondta, hogy ő hisz abban, hogy a televíziók és a rádiók „kibocsátanak észlelhetetlen rádióhullámokat, amelyek befolyásolják az emberek agyműködését.” Beszélt a Bilderberg összeesküvés-elméletről is és azt mondta, hogy a szabadkőművesek tervezték Washingtont úgy a leyvonalakon, hogy megerősítsék a Föld mágneses mezejét. Egy 2020-ban készített interjúban Angeli kijelentette, hogy „ahhoz, hogy le lehessen győzni ezt a titkos gonosz erőt, szükségünk van egy titkos jó erőre... egy erőre, amely Isten, a szeretet oldalán áll... mint az angyalok oldalán... a démonok helyett.” A Capitolium ostromára visszatekintve Angeli azt mondta, hogy „amit január 6-án tettünk az sok szempontból az öntudat evolúciója volt, mert ezeken a leyvonalakon vonultunk végig az utcákon, azt kiabálva, hogy ’USA’ vagy azt, hogy ’szabadság’... mi befolyásoltuk a kvantumtartományt.”
Bírók azt állították Angeli azt képzeli magáról, hogy egy földönkívüli vagy egy felsőbb rangú lény.
Mikor 2021-ben megkérdezték fiának nézeteiről, Martha Chansley elmondta az  ABC15 Arizonának, hogy „nagy bátorság kell ahhoz, hogy valaki hazafi legyen.”